# Elaine Paige
Elaine Paige (født Bickerstaff, 5. marts 1948 i Barnet) er en engelsk sanger og skuespiller, som har medvirket i mange London-musicals, f.eks. Hair, Jesus Christ Superstar, Nuts og Grease.
Hun debuterede med Hair i 1968, var med i Jesus Christ Superstar i 1973, men fik først sit gennembrud i rollen som Evita Peron i premiereopsætningen af Tim Rice og Andrew Lloyd Webbers musical, Evita, i 1978. Hun medvirkede desuden i Cats i 1981 og i Chess i 1986, hvorfra I Know Him So Well med Barbara Dickson senere blev udgivet som single med stor succes. Sangen er stadig den bedst sælgende indspillet af en kvindelig duo. 
Hun fik sin Broadway-debut i 1996 i rollen som Norma Desmond i en musicalversion af Sunset Boulevard. I 2004 spillede hun Mrs. Lovett i New York City Operas opsætning af Sweeney Todd. 
Paige har været nomineret til fem Laurence Olivier Awards, har vundet en rækkke andre hædersbevisninger og er blevet kaldt britisk musikteaters førstedame. Siden 2004 har hun haft sit eget radioprogram på BBC Radio 2, Elaine Paige on Sunday. 
Hun har aldrig været gift, men havde et langvarigt forhold til Tim Rice i 1980'erne.[kilde mangler]